# Josep Castellví i Ferran
Josep Castellví i Ferran (1696-?) fou fill d'Ignasi de Castellví i Pons i germanastre de Francesc de Castellví i Obando. Doctor en drets per la Universitat de Cervera. Tinent de corregidor i alcalde major de Montblanc (1746-1751). Traduí del francès les obres de l'abat de Saint-Real. Escriví una Vida de Jesucrist, amb textos bíblics i notes històriques i fou autor també de l'obra Método para impugnar a los deïstas. El 1766, quan tenia 70 anys i estava malalt, se li proposà l'alcaldia major de Vilafranca del Penedès, càrrec al qual renuncià a favor del seu fill, Josep Ignasi de Castellví i Pontarró.